# Famille de Caunes
Pour les articles homonymes, voir Caunes.
La famille de Caunes est une famille subsistante d'ancienne bourgeoisie française, originaire du Languedoc, dont plusieurs membres se sont illustrés depuis 1950 à la télévision et au cinéma.

## Histoire
La famille de Caunes est originaire de Ginestas, près de Narbonne, dans l'Aude. Sa filiation est connue à partir de Jean de Caunes, bourgeois de Ginestas, marié vers 1670 avec Claire de Rouch.

## Filiation
- Jean de Caunes (1627-1711) épouse Claire de Rouch d'Arnoye (1647-1692)
  - François de Caunes (1671-1752), maire de Ginestas. Il épouse en 1694 Marguerite de Gardelle.
    - Jean Jacques de Caunes (1706-1785), né en 1706 à Ginestas, capitaine d'infanterie. Il épouse Anne Barreau.
      - Jacques Joseph de Caunes (1744-1815), maire de Ginestas en 1787, conseiller du roi aux Etats en 1789, député de Ginestas pour le Tiers-État du Languedoc. Il épouse Marguerite Laporte
        - Jacques Guillaume de Caunes (1777-1862), ingénieur des mines, chef de brigade à l'école polytechnique, professeur à l'Académie de Paris. Il épouse Jeanne Mure Ravaud.
          - Antoine de Caunes (1807-1865), artiste peintre. Il épouse Aricie Janot.
            - Armand de Caunes (1845-1904) épouse Claire Elisabeth Cazal.
              - Antoine de Caunes (1874-1920), artiste peintre, professeur aux Beaux-Arts. Il épouse Catherine  Nomdedeu (1873-1920).
                - Antoinette de Caunes (1905-1997), en religion « sœur Claire », religieuse, institutrice, Juste parmi les nations.
                - Anne-Marie de Caunes (1910-2007), en religion « sœur Didier », religieuse, éducatrice, Juste parmi les nations.

              - Armand Gustave (1887-1936), avocat, épouse Marie Cazal.
                - Georges de Caunes (1919-2004), journaliste, pionnier du journal télévisé. Il épouse Benoîte Groult (dont Blandine et Lison) puis Jacqueline Joubert (dont Antoine qui suit) puis Anne Marie Carmentrez (dont Marie et Pierre).
                  - Antoine de Caunes (né en 1953), homme de télévision, acteur et réalisateur. Il épouse Gaëlle Royer.
                    - Emma de Caunes (née en 1976), actrice et animatrice de télévision.

                - Louis de Caunes (1930-2019) : avocat toulousain, frère de Georges, bâtonnier de l'ordre de 1983 à 1984.
                  - Laurent de Caunes, avocat toulousain[2],[3].

## Portraits

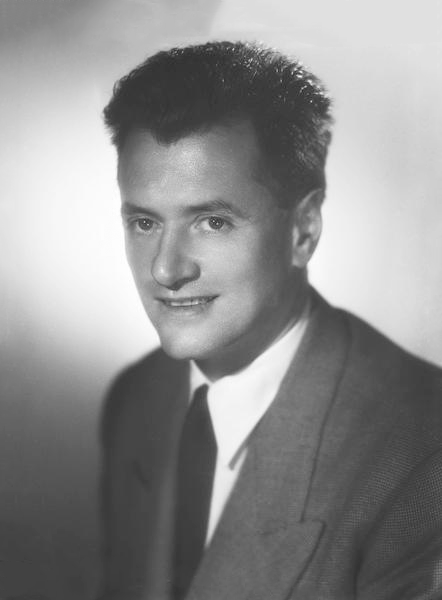
Georges de Caunes (1919-2004)
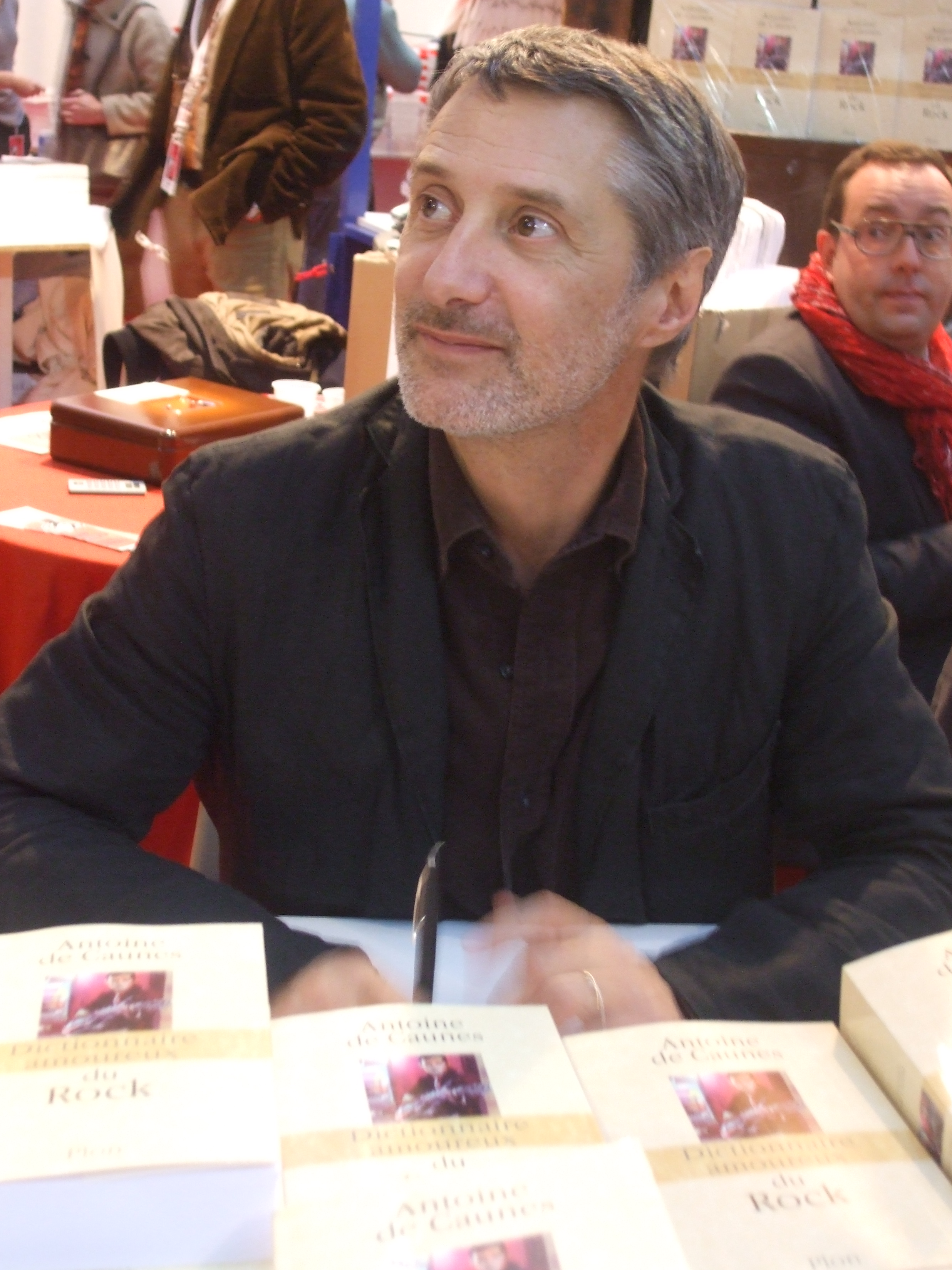
Antoine de Caunes (1953)
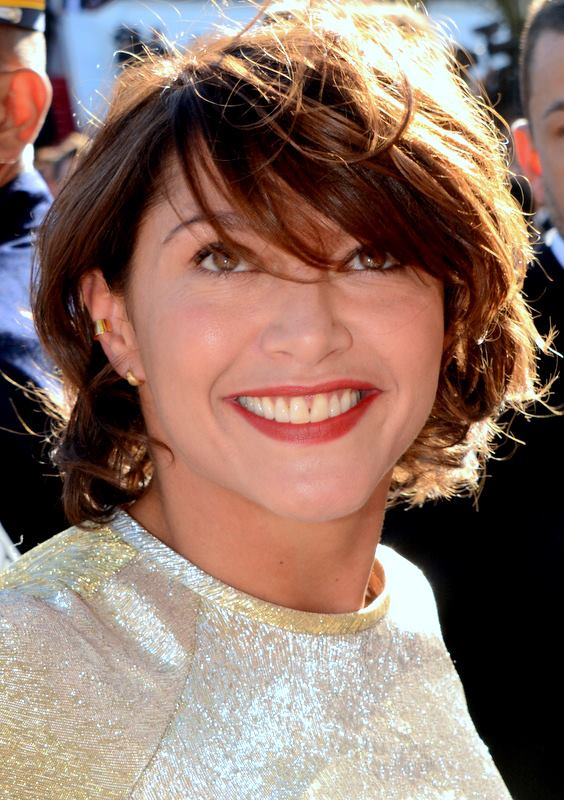
Emma de Caunes (1976)

## Armes
- De gueules au chevron d'argent, accompagné de trois roches du même, deux en chef et une en pointe, au chef cousu d'azur, chargé de trois canettes d'argent [1]